# David Webb
David James Webb (sinh 9 tháng 4 năm 1946) là một cựu cầu thủ bóng đá chuyên nghiệp người Anh từng thi đấu 555 trận tại the Football League cho Leyton Orient, Southampton, Chelsea, Queens Park Rangers, Leicester City, Derby County, A.F.C. Bournemouth và Torquay United. Ông trở thành huấn luyện viên dẫn dắt A.F.C. Bournemouth, Torquay United, Southend United, Chelsea, Brentford and Yeovil Town.